# Championnats du monde de descente de canoë-kayak 1967
Navigation
Championnats du monde de descente 1965 Championnats du monde de descente 1969
Les 5e championnats du monde de descente en canoë-kayak de 1967 se sont tenus à Špindlerův Mlýn en Tchécoslovaquie, sous l'égide de la Fédération internationale de canoë.

## Podiums

### K1
| Rang               | Athlète       | Pays               | Temps |
| ------------------ | ------------- | ------------------ | ----- |
| Médaille d'or      | Fritz Lange   | Allemagne de l'Est |       |
| Médaille d'argent  | Jürgen Bremer | Allemagne de l'Est |       |
| Médaille de bronze | Peter Lust    | Allemagne de l'Est |       |

| Rang               | Athlète         | Pays                 | Temps |
| ------------------ | --------------- | -------------------- | ----- |
| Médaille d'or      | Heide Schroeter | Allemagne de l'Ouest |       |
| Médaille d'argent  | Lia Schilhuber  | Allemagne de l'Est   |       |
| Médaille de bronze | Bärbel Richter  | Allemagne de l'Est   |       |

| Rang               | Athlète                                          | Pays                 | Temps |
| ------------------ | ------------------------------------------------ | -------------------- | ----- |
| Médaille d'or      | Jürgen Bremer Volkmar Fleischer Christian Döring | Allemagne de l'Est   |       |
| Médaille d'argent  | Herbert Beck Gunter Trojovsky Eugen Weimann      | Allemagne de l'Ouest |       |
| Médaille de bronze | Claude Lutz Jean-Louis Olry Claude Peschier      | France               |       |

| Rang               | Athlète                                           | Pays                 | Temps |
| ------------------ | ------------------------------------------------- | -------------------- | ----- |
| Médaille d'or      | Bärbel Körner Heide Schröter Kirsten Stumpf       | Allemagne de l'Ouest |       |
| Médaille d'argent  | Bohumila Kapplova Jana Prerovska Ludmilla Polesna | Tchécoslovaquie      |       |
| Médaille de bronze | Helga Luber Bärbel Richter Lia Schilhuber         | Allemagne de l'Est   |       |

### C1
| Rang               | Athlète          | Pays               | Temps |
| ------------------ | ---------------- | ------------------ | ----- |
| Médaille d'or      | Peter Sodomka    | Tchécoslovaquie    |       |
| Médaille d'argent  | Manfred Schubert | Allemagne de l'Est |       |
| Médaille de bronze | Jiri Vocka       | Tchécoslovaquie    |       |

| Rang               | Athlète                                       | Pays               | Temps |
| ------------------ | --------------------------------------------- | ------------------ | ----- |
| Médaille d'or      | Jiri Vocka Karel Kumpfmüller Peter Sodomka    | Tchécoslovaquie    |       |
| Médaille d'argent  | Jochen Förster Manfred Schubert Gert Kleinert | Allemagne de l'Est |       |
| Médaille de bronze | Jean Boudehen Bernard Billet Roger Debiol     | France             |       |

### C2
| Rang               | Athlète                       | Pays                 | Temps |
| ------------------ | ----------------------------- | -------------------- | ----- |
| Médaille d'or      | Zdenek Fifka Jiri Dejl        | Tchécoslovaquie      |       |
| Médaille d'argent  | Norbert Schmidt Hermann Roock | Allemagne de l'Ouest |       |
| Médaille de bronze | Willi Landers Ulrich Hippauf  | Allemagne de l'Est   |       |

| Rang               | Athlète                                           | Pays                 | Temps |
| ------------------ | ------------------------------------------------- | -------------------- | ----- |
| Médaille d'or      | Gehlen / Bohry Rosenkranz / Purps Schmidt / Roock | Allemagne de l'Ouest |       |
| Médaille d'argent  | Fifka / Dejl Kalas / Brejcha Mestan / Mestan      | Tchécoslovaquie      |       |
| Médaille de bronze | Landers / Hippauf Merkel / Merkel Noack / Lück    | Allemagne de l'Est   |       |

| Rang               | Athlète                          | Pays                 | Temps |
| ------------------ | -------------------------------- | -------------------- | ----- |
| Médaille d'or      | Edith Grabo Uwe Franz            | Allemagne de l'Est   |       |
| Médaille d'argent  | Hanneliese Spitz Karl Prachner   | Autriche             |       |
| Médaille de bronze | Marita Hintsches Wolfgang Jogwer | Allemagne de l'Ouest |       |

## Tableau des médailles
| Rang  | Nation               | Or | Argent | Bronze | Total |
| ----- | -------------------- | -- | ------ | ------ | ----- |
| 1     | Allemagne de l'Est   | 3  | 4      | 5      | 12    |
| 2     | Allemagne de l'Ouest | 3  | 2      | 1      | 6     |
| -     | Tchécoslovaquie      | 3  | 2      | 1      | 6     |
| 4     | Autriche             | 0  | 1      | 0      | 1     |
| 5     | France               | 0  | 0      | 2      | 2     |
| Total | Total                | 9  | 9      | 9      | 27    |